# Clappia
For the plant genus in the Asteraceae, see Clappia.
Clappia là một chi ốc nước ngọt nhỏ, động vật thân mềm chân bụng có mài sống trong môi trường nước ngọt trong họ Hydrobiidae.

## Các loài
Các loài thuộc chi Clappia bao gồm:
- Cahaba pebblesnail, Clappia cahabensis
- Umbilicate pebblesnail, Clappia umbilicata

## Hình ảnh

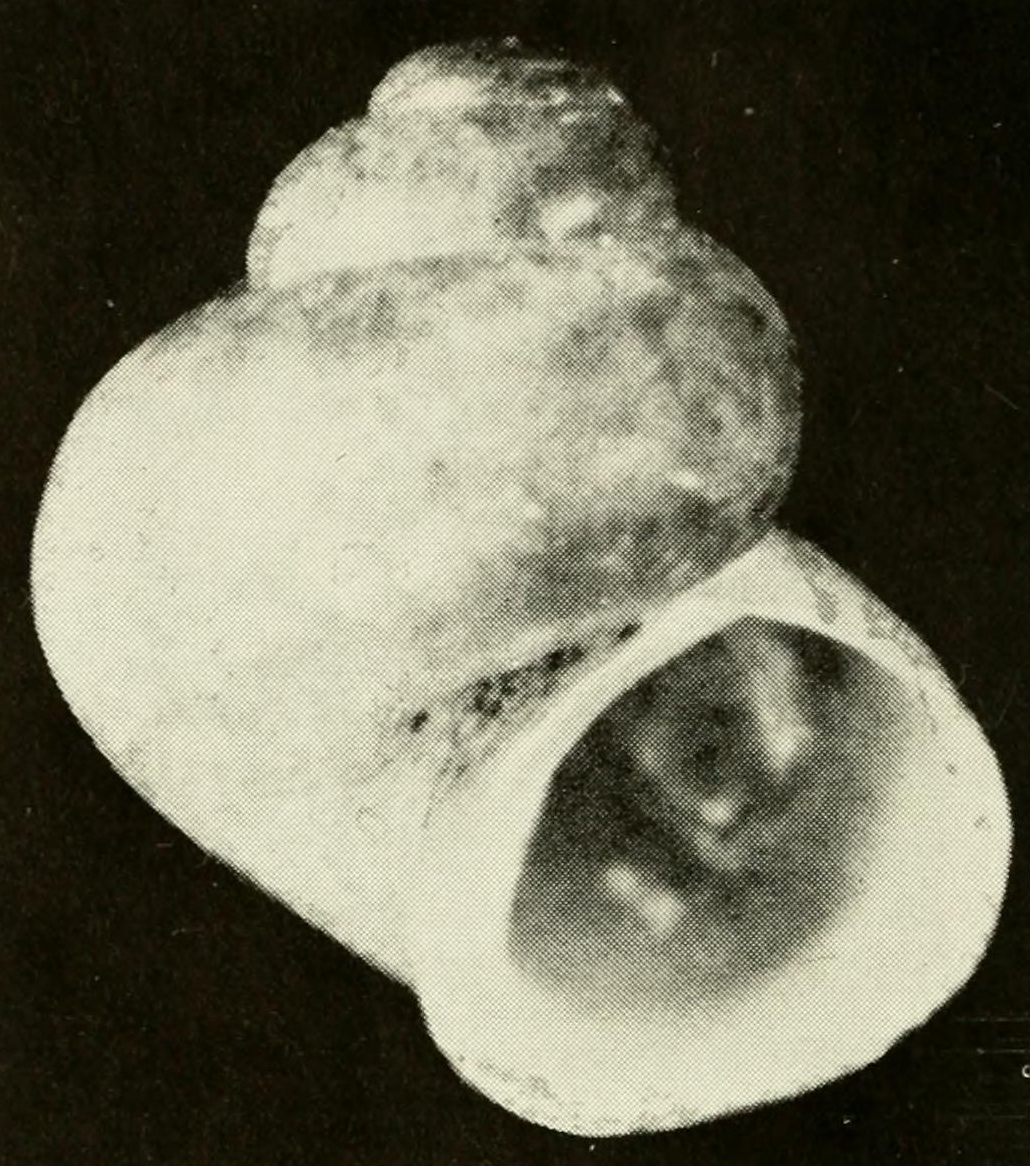
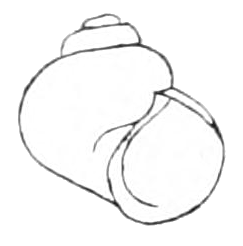